# Mamasapano
Mamasapano é um município de  quinta classe de renda municipal (d) na província Maguindanao do Sul, nas Filipinas. De acordo com o censo de 1 de maio  de  2020 possui uma população de 27 807 pessoas e 4 401 domicílios.